# Lindry
Lindry és un municipi francès, situat al departament del Yonne i a la regió de Borgonya - Franc Comtat. L'any 2007 tenia 1.227 habitants.

## Demografia

### Població
El 2007 la població de fet de Lindry era de 1.227 persones. Hi havia 455 famílies, de les quals 75 eren unipersonals (50 homes vivint sols i 25 dones vivint soles), 163 parelles sense fills, 192 parelles amb fills i 25 famílies monoparentals amb fills.
La població ha evolucionat segons el següent gràfic:
Habitants censats

### Habitatges
El 2007 hi havia 504 habitatges, 463 eren l'habitatge principal de la família, 31 eren segones residències i 9 estaven desocupats. 501 eren cases i 2 eren apartaments. Dels 463 habitatges principals, 416 estaven ocupats pels seus propietaris, 41 estaven llogats i ocupats pels llogaters i 6 estaven cedits a títol gratuït; 16 tenien dues cambres, 63 en tenien tres, 163 en tenien quatre i 222 en tenien cinc o més. 430 habitatges disposaven pel capbaix d'una plaça de pàrquing. A 160 habitatges hi havia un automòbil i a 282 n'hi havia dos o més.

### Piràmide de població
La piràmide de població per edats i sexe el 2009 era:
| Homes | Edats   | Dones |
| ----- | ------- | ----- |
| 0     | 95 o +  | 0     |
| 4     | 90 a 94 | 0     |
| 0     | 85 a 89 | 0     |
| 4     | 80 a 84 | 16    |
| 12    | 75 a 79 | 8     |
| 20    | 70 a 74 | 16    |
| 8     | 65 a 69 | 12    |
| 24    | 60 a 64 | 16    |
| 16    | 55 a 59 | 36    |
| 44    | 50 a 54 | 36    |
| 68    | 45 a 49 | 60    |
| 44    | 40 a 44 | 32    |
| 20    | 35 a 39 | 40    |
| 40    | 30 a 34 | 40    |
| 16    | 25 a 29 | 28    |
| 16    | 20 a 24 | 20    |
| 36    | 15 a 19 | 52    |
| 32    | 10 a 14 | 32    |
| 36    | 5 a 9   | 24    |
| 44    | 0 a 4   | 32    |

## Economia
El 2007 la població en edat de treballar era de 797 persones, 615 eren actives i 182 eren inactives. De les 615 persones actives 577 estaven ocupades (307 homes i 270 dones) i 39 estaven aturades (17 homes i 22 dones). De les 182 persones inactives 68 estaven jubilades, 61 estaven estudiant i 53 estaven classificades com a «altres inactius».

### Ingressos
El 2009 a Lindry hi havia 485 unitats fiscals que integraven 1.325 persones, la mediana anual d'ingressos fiscals per persona era de 18.814 €.

### Activitats econòmiques
Dels 35 establiments que hi havia el 2007, 1 era d'una empresa de fabricació d'altres productes industrials, 12 d'empreses de construcció, 4 d'empreses de comerç i reparació d'automòbils, 3 d'empreses d'hostatgeria i restauració, 2 d'empreses financeres, 1 d'una empresa immobiliària, 2 d'empreses de serveis, 6 d'entitats de l'administració pública i 4 d'empreses classificades com a «altres activitats de serveis».
Dels 19 establiments de servei als particulars que hi havia el 2009, 3 eren tallers de reparació d'automòbils i de material agrícola, 1 autoescola, 2 paletes, 1 guixaire pintor, 3 fusteries, 4 lampisteries, 3 perruqueries, 1 restaurant i 1 agència immobiliària.
L'únic establiment comercial que hi havia el 2009 era una botiga de menys de 120 m².
L'any 2000 a Lindry hi havia 15 explotacions agrícoles que ocupaven un total de 1.024 hectàrees.

## Equipaments sanitaris i escolars
El 2009 hi havia 1 escola maternal i 1 escola elemental.

## Poblacions més properes
El següent diagrama mostra les poblacions més properes.